# Guillem Nivet
Guillem Nivet   (Ceret, 20 de setembre de 1993) és un advocat que és president de l'associació la Bressola i membre de la junta d'Òmnium Cultural de la Catalunya Nord.
Nascut a Ceret de pare català i mare bretona, va ser alumne de la Bressola de Nyls dels 2 als 10 anys i de segona promoció del primer col·legi de la Bressola del Soler, dels 10 als 15 anys, fins que va fer el pas a l'institut francès. El seu pare, de Canoès, li va transmetre l'activisme per la llengua després de veure-la perseguida a l'escola i al seu poble.
El 2021 ja era l'advocat de la Bressola, que va oposar-se legalment al bloqueig per part de l'Ajuntament de Perpinyà del projecte de liceu al monestir de Santa Clara.
El 30 d'agost de 2023 va ser el primer exalumne en ser elegit president de la Bressola, tot i que a la junta hi ha més exalumnes, com Mireia Falquès. El seu principal repte a la presidència és posar en marxa el Liceu al monestir de Vernet, que hauria de permetre l'escolarització en català en territori francès fins dels 2 als 18 anys.